# Brigitte Ederer

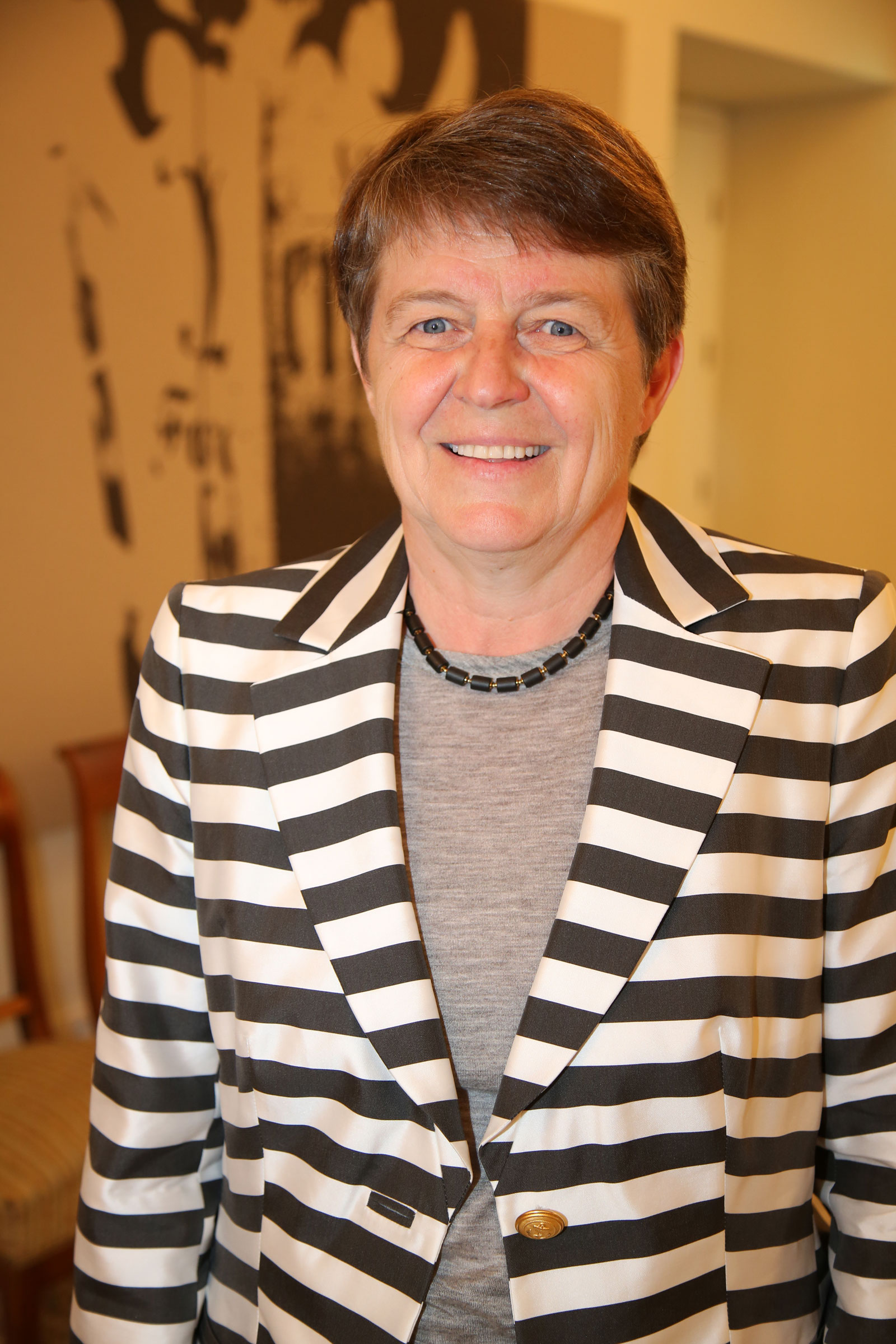
Brigitte Ederer (2015)

Brigitte Ederer (* 27. Februar 1956 in Wien) ist eine österreichische Industriemanagerin und ehemalige Politikerin (SPÖ). Sie war Mitglied des Vorstands der Siemens AG und zuvor EU-Staatssekretärin im österreichischen Bundeskanzleramt zu der Zeit, als sich Österreich auf den EU-Beitritt vorbereitete.

## Leben
Brigitte Ederer ist Tochter einer alleinerziehenden Mutter, die mit ihr und ihrem Bruder Anton aus dem Waldviertel nach Wien zog. Sie besuchte ein Bundesrealgymnasium im 21. Wiener Gemeindebezirk, Floridsdorf, und studierte anschließend an der Universität Wien Volkswirtschaft. 1980 schloss sie ihr Studium mit dem akademischen Grad Magister ab.
Von 1977 bis 1992 arbeitete sie für die wirtschaftswissenschaftliche Abteilung der Wiener Arbeiterkammer. Zuvor bei den Roten Falken, bei der Sozialistischen Jugend und beim VSStÖ aktiv gewesen, beteiligte sie sich ab 1980 an der Parteiarbeit der SPÖ Leopoldstadt (2. Wiener Gemeindebezirk), wo sie bald auch wohnte.
Nach der Nationalratswahl 1983, bei der Ederer auf der Wiener SPÖ-Kandidatenliste an nicht wählbarer Stelle aufschien, trat der langjährige Bundeskanzler Bruno Kreisky zurück. Im Zuge der folgenden Revirements wechselte die Wiener Abgeordnete Franziska Fast in die Volksanwaltschaft. Als Nachrückerin wurde Ederer am 5. Juli 1983 als erste Abgeordnete der SPÖ unter der magischen Altersgrenze von 30 Jahren im Nationalrat angelobt, den damals eine SPÖ-FPÖ-Koalition (Bundesregierung Sinowatz) dominierte. Sie blieb vorerst bis 1992 fast neun Jahre lang Abgeordnete und gehörte dem Nationalrat 1994–1997 noch zweimal für kurze Zeit an.
In ihrer Funktion als Europa-Staatssekretärin bei Bundeskanzler Franz Vranitzky ab dem 3. April 1992 warb sie für den EU-Beitritt Österreichs und propagierte den Ederer-Tausender. Sie verhandelte als Vertreterin Vranitzkys gemeinsam mit Außenminister Alois Mock in Brüssel. Am 1. März 1994 konnten die Beitrittsverhandlungen nach einem nächtlichen Finish abgeschlossen werden; ein Foto, auf dem Mock aus Freude darüber Ederer ein Busserl gibt, ging durch die Medien.
Bei der Volksabstimmung am 12. Juni 1994 entschieden 66,6 % der abstimmenden Österreicherinnen und Österreicher für den Beitritt zur damaligen EG, der mit 1. Jänner 1995 vollzogen wurde.
Nach dem Ausscheiden als Staatssekretärin am 27. Oktober 1995 wurde sie Bundesgeschäftsführerin der SPÖ (bis 1997) und danach Finanz- und Wirtschaftsstadträtin in Wien (siehe Landesregierung und Stadtsenat Häupl II). In dieser Zeit war sie auch Präsidentin des Wiener Tourismusverbandes.
Nach dem Ausscheiden aus der Politik Mitte Dezember 2000 wechselte Ederer in den Vorstand der Siemens AG Österreich. Mit Ablauf der Aufsichtsratssitzung vom 13. Dezember 2005 trat Brigitte Ederer die Nachfolge von Albert Hochleitner als Generaldirektorin und Vorstandsvorsitzende von Siemens Österreich an. Im Mai 2010 wechselte Ederer in den Vorstand der Siemens AG in München. Sie leitete den Bereich Corporate Human Resources und betreute die Wirtschaftsregion Europa einschließlich Deutschland. Im September 2013 wurde sie vorzeitig abberufen und erhielt deswegen eine Ausgleichszahlung von 5.600.000 Euro.
Seit Mai 2010 war Brigitte Ederer Obfrau des Fachverbandes der Elektro- und Elektronikindustrie (FEEI) in der Wirtschaftskammer Österreich. 2019 übergab sie das Amt an ihren Nachfolger Wolfgang Hesoun.
Im September 2014 wurde Ederer zur Aufsichtsratsvorsitzenden der ÖBB gewählt. Ebenfalls im September 2014 legte sie ihren ÖIAG-Aufsichtsratsposten nieder. Am 9. Februar 2018 beschloss eine außerordentliche Hauptversammlung der ÖBB auf Initiative der neuen Eigentümervertreter der Bundesregierung Kurz I die Abberufung von Ederer wie des Großteils der Aufsichtsratsmitglieder. Als Aufsichtsratspräsident der ÖBB-Holding AG folgte ihr Ende Februar 2018 Arnold Schiefer nach.
Am 27. Mai 2020 berichtete der ORF, dass Ederer auf Wunsch von Mobilitätsministerin Leonore Gewessler (Bundesregierung Kurz II) in den ÖBB-Aufsichtsrat zurückkehren soll. Dies wurde am 28. Mai 2020 effektuiert.
Ederer ist Aufsichtsrätin bei ams OSRAM AG, Boehringer Ingelheim, Marinomed Biotech AG, ÖBB Holding AG, ÖBB Personenverkehr AG, Schoeller-Bleckmann Oilfield Equipment, TTTech Computertechnik AG und WEB Windenergie AG sowie Sprecherin des Vereins Forum Versorgungssicherheit der
österreichischen Energie- und Wasserversorgung

## Politische Laufbahn
- Abgeordnete zum Nationalrat, Nachrückerin im Wahlkreis Wien, 1. Juli 1983–3. April 1992; XVI.–XVIII. Gesetzgebungsperiode (GP)
- Klubobmann-Stellvertreterin des Klubs der SPÖ-Abgeordneten (1990–1992)
- EU-Staatssekretärin im Bundeskanzleramt, 3. April 1992 – 27. Oktober 1995; Bundesregierung Vranitzky III und Vranitzky IV
- Abgeordnete zum Nationalrat, 7. November–14. Dezember 1994, XIX. GP, sowie 6. November 1995–31. Jänner 1997; XIX. und XX. GP
- Amtsführende Stadträtin für Finanzen, Wirtschaftspolitik und Wiener Stadtwerke, 31. Jänner 1997–14. Dezember 2000, Landesregierung und Stadtsenat Häupl II

## Sonstiges
Brigitte Ederer ist mit Hannes Swoboda, bis 2014 SPÖ-Mitglied des Europäischen Parlaments, verheiratet. Die beiden wohnen in Wien im 2. Bezirk, Leopoldstadt, wo Ederer seit Beginn der 1980er Jahre politisch aktiv war. In ihrer Funktion als ehemalige Topmanagerin wird sie in der NDR-Dokumentation Einsame Spitze – Top Manager am Limit (2016) von Tina Soliman und Torsten Lapp porträtiert.

## Auszeichnungen
- 2006 WU-Manager des Jahres[13]
- 2006 Wiener Frauenpreis
- 2006 Big Brother Award
- 2008 Großes Ehrenzeichen des Landes Steiermark